# Mistrzostwa Strefy Pacyfiku w Curlingu 1997
Mistrzostwa Strefy Pacyfiku w Curlingu 1997 – turniej, który odbył się w dniach 3–7 grudnia 1997 w japońskiej Karuizawie. Mistrzami Strefy Pacyfiku zostali Australijczycy, a mistrzyniami Japonki.
Był to siódmy w historii turniej o mistrzostwo strefy Pacyfiku w curlingu. Japonia gościła zawody po raz czwarty (ostatnio w 1995), a Karuizawa po raz drugi (poprzednio w 1992).

## System rozgrywek
Round Robin rozegrany został w systemie kołowym (każdy z każdym). Pomiędzy każdymi reprezentacjami rozegrano po dwa mecze. 1 i 2 drużyna po Round Robin zagrały w finale.

## Kobiety

### Reprezentacje
| Państwo          | Czwarta        | Trzecia      | Druga         | Otwierająca     | Rezerwowa       |
| ---------------- | -------------- | ------------ | ------------- | --------------- | --------------- |
| Japonia          | Mayumi Ohkutsu | Akiko Katō   | Yukari Kondō  | Akemi Niwa      | Yoko Mimura     |
| Korea Południowa | Lee Hyun-jung  | Choi Yun-mi  | Jang Ji-young | Park Sun-nam    | Yoon Hye-kyung  |
| Nowa Zelandia    | Helen Greer    | Lisa Gavreau | Patsy Inder   | Kylie Petherick | Karen Rawcliffe |

pogrubieniem oznaczono skipów.

### Round Robin
| # | Państwo          | W | P |
| - | ---------------- | - | - |
| 1 | Japonia          | 4 | 0 |
| 2 | Nowa Zelandia    | 2 | 2 |
| 3 | Korea Południowa | 0 | 4 |

     Kwalifikacja do finału

### Finał
| Państwo | Państwo       | 1 | 2 | 3 | 4 | 5 | 6 | 7 | 8 | 9 | 10 | Ogółem |
|         | Japonia       | 0 | 2 | 1 | 1 | 2 | 3 | 0 | X | X | X  | 9      |
|         | Nowa Zelandia | 1 | 0 | 0 | 0 | 0 | 0 | 1 | X | X | X  | 2      |

### Klasyfikacja końcowa
|  | Mistrzynie Strefy Pacyfiku     |
|  | Wicemistrzynie Strefy Pacyfiku |
|  | 3 miejsce                      |

| # | Państwo          | Skip           |
| - | ---------------- | -------------- |
| 1 | Japonia          | Mayumi Ohkutsu |
| 2 | Nowa Zelandia    | Helen Greer    |
| 3 | Korea Południowa | Lee Hyun-jung  |

## Mężczyźni

### Reprezentacje
| Państwo          | Czwarty          | Trzeci         | Drugi           | Otwierający    | Rezerwowy        |
| ---------------- | ---------------- | -------------- | --------------- | -------------- | ---------------- |
| Australia        | Hugh Millikin    | John Theriault | Stephen Johns   | Trevor Schumm  | -                |
| Japonia          | Yoshiyuki Ohmiya | Hirofumi Kudo  | Hiroshi Sato    | Makoto Tsuruga | Hisaaki Nakamine |
| Korea Południowa | Song He-dong     | Lim Sung-min   | Kang Il-jin     | Kim Young-tae  | Jun Sung-il      |
| Nowa Zelandia    | Sean Becker      | Hans Frauenlob | Ross A. Stevens | Lorne Depape   | Darren Carson    |

pogrubieniem oznaczono skipów; brak danych, który z zawodników był skipem Korei Południowej

### Round Robin
| # | Państwo          | W | P |
| - | ---------------- | - | - |
| 1 | Australia        | 6 | 0 |
| 2 | Japonia          | 4 | 2 |
| 3 | Nowa Zelandia    | 2 | 4 |
| 4 | Korea Południowa | 0 | 6 |

     Kwalifikacja do finału

### Finał
| Państwo | Państwo   | 1 | 2 | 3 | 4 | 5 | 6 | 7 | 8 | 9 | 10 | Ogółem |
|         | Australia | 2 | 1 | 0 | 0 | 2 | 0 | 1 | 0 | 4 | X  | 10     |
|         | Japonia   | 0 | 0 | 1 | 1 | 0 | 1 | 0 | 1 | 0 | X  | 4      |

### Klasyfikacja końcowa
|  | Mistrzowie Strefy Pacyfiku     |
|  | Wicemistrzowie Strefy Pacyfiku |
|  | 3 miejsce                      |

| # | Państwo          | Skip             |
| - | ---------------- | ---------------- |
| 1 | Australia        | Hugh Millikin    |
| 2 | Japonia          | Yoshiyuki Ohmiya |
| 3 | Nowa Zelandia    | Sean Becker      |
| 4 | Korea Południowa | ?                |